# Workerszell
Workerszell ist ein Gemeindeteil von Schernfeld im oberbayerischen Landkreis Eichstätt. 

## Lage
Das Dorf Workerszell liegt nördlich der Kreisstadt Eichstätt in einer Senkung auf der Fränkischen Alb an der Kreuzung der Straßen Rupertsbuch – Petershöhe und Rupertsbuch – Seuversholz.
Umliegende Orte sind im Norden Sperberslohe, im Nordosten Langensallach, im Osten Preith, im Südosten Wintershof, im Süden Wegscheid, im Südwesten Birkhof, im Westen Rupertsbuch und im Nordwesten Geländer.

## Geschichte
Zwar war Workerszell zur Römerzeit noch nicht besiedelt, doch war es von einem Netz römischer Straßen durchzogen. So verlief die Straße vom Kastell Weißenburg i. Bay. nach Pfünz und Kösching im örtlichen Gebiet. Eine Besiedelung des Ortes dürfte nicht vor der Waldschenkung König Arnulfs 889 an die Eichstätter Kirche stattgefunden haben. Damals kam die Gegend unter bischöfliche Hoheit.
909 wurde der Name erstmals erwähnt. 1305 wurde der Ort in der Auseinandersetzung um das Erbe der Grafen von Hirschberg dem Hochstift Eichstätt zugesprochen. Damals hieß der Ort noch „Wolkerscelle“, d. h. zur klösterlichen Siedlung des Wolfger. 1397 und 1483 wütete die Pest. 1497 war ein Teil des Ortes in Besitz des Grafen Ludwig zu Öttingen und somit an ihn zinspflichtig (Zehent). Im Jahre 1484 kaufte das Kloster St. Walburg das Groß- und Kleinzehent. Während des Dreißigjährigen Krieges kam es im Jahr 1644 zu Plünderungen durch schwedische Truppen. Es ist bekannt, dass um das Jahr 1771 ein gewisser Schenk von Geyern hier Lehensgründe (39 Untertanen) hatte, die früher zu St. Walburg gehörten. Bis zum Jahr 1802 prägten mehrere Grundherren den Ort Workerszell: Hochstift Eichstätt, Kloster St. Walburg, Dominikanerkloster Eichstätt, Kollegiatstift Eichstätt. Diesen Grundbesitz verloren die Grundherren aber 1806 durch die Säkularisation. Der Ort selbst wurde Bayern angegliedert, das von Napoleon vom Kurfürstentum zum Königreich erhoben wurde.
1809 hatte Workerszell 39 Anwesen. Ab 1910 konnte die Gemeinde erstmals Wasser aus einer Wasserleitung beziehen, wobei sich die Orte dem Zweckverband zur Wasserversorgung der Sappenfelder Gruppe angeschlossen haben. 1923 wurde der Ort elektrifiziert. 1951 wurde von Franz Xaver Frey in einem Steinbruch bei Workerszell der weltberühmte Archaeopteryx gefunden. Man kann ihn heute im Jura-Museum auf der Willibaldsburg in Eichstätt begutachten.
Workerszell war bis zur Gebietsreform in Bayern eine selbstständige Gemeinde und wurde am 1. Mai 1978 vollständig nach Schernfeld eingegliedert. Bei der Volkszählung 1970 hatte die Gemeinde 551 Einwohner. Die sieben Ortsteile waren Workerszell, Ferdinandsfeld, Geländer, Langensallach, Lohrmannshof, Rupertsbuch und Sperberslohe.

## Wirtschaft
Workerszell ist landwirtschaftlich geprägt, so existieren hier sechs Vollerwerbs- und fünf Nebenerwerbsbetriebe. Des Weiteren ist der Ort sehr von der Natursteinbranche abhängig. Ein großes Plattenkalk-Abbaugebiet und zwei Marmorwerke für die Ver- und Bearbeitung von Jura-Marmor befinden sich unmittelbar am Ortsrand.